# Киселёв, Михаил Фёдорович (искусствовед)
Михаи́л Фёдорович Киселёв (род. 16 июня 1937, Москва) — советский и российский искусствовед, доктор искусствоведения (1991), профессор, академик Российской академии художеств (2022, член-корреспондент с 2009), заслуженный деятель искусств Российской Федерации (1996), автор ряда книг по истории русского искусства XIX и XX веков.

## Биография
Михаил Киселёв родился 16 июня 1937 года.
Окончил Московский государственный университет имени М. В. Ломоносова по специальности «искусствоведение». В 1961—1963 и 1968—1973 годах работал в издательстве «Искусство». В 1963—1966 годах был аспирантом НИИ искусствознания Министерства культуры СССР, а в 1965—1968 годах работал в Гознаке СССР, был руководителем издательской группы и заведующим редакцией. В 1968 году защитил кандидатскую диссертацию по теме «Творчество Г. Г. Нисского».
С 1973 по 1986 год Михаил Киселёв преподавал в Московском государственном педагогическом институте имени В. И. Ленина (МГПИ), читал курсы по искусству эпохи Возрождения и зарубежному искусству XVII—XVIII веков. С 1971 года он также преподавал в Московском государственном академическом художественном институте имени В. И. Сурикова (МГАХИ), а в 1986—2014 годах был штатным сотрудником этого института, заведовал кафедрой теории и истории искусства МГАХИ, а также был председателем диссертационного совета.
В 1991 году защитил докторскую диссертацию в форме научного доклада по теме «Проблемы московского Модерна. Живопись. Графика» и получил учёную степень доктора искусствоведения, а затем — звания профессора и члена-корреспондента Российской академии художеств. Ему было присвоено звание заслуженного деятеля искусств Российской Федерации. С 1995 года он является членом расширенного учёного совета Государственной Третьяковской галереи.
Михаил Киселёв — автор ряда книг, посвящённых истории русской живописи XIX и XX веков, в том числе творчеству художников Виктора Борисова-Мусатова, Константина Коровина, Василия Поленова, Марии Якунчиковой, Бориса Биргера, Анны Остроумовой-Лебедевой и Георгия Нисского, а также членов художественной группы «Голубая роза» — Николая Сапунова, Павла Кузнецова и других. Был членом редакционной коллегии и автором ряда статей «Словаря по русскому искусству» (Москва, Белый город, 2002).

## Сочинения М. Ф. Киселёва
- К. А. Коровин. Станковое творчество. — М.: Искусство, 1971.
  - Константин Коровин. — М.: Белый город, 2001, ISBN 5-7793-0334-7
- Георгий Нисский. — М.: Изобразительное искусство, 1972.
- Пейзажи советских художников. 1917—1974. — М.: Советский художник, 1975.
- М. В. Якунчикова. 1870—1902. — М.: Искусство, 1979.
  - Мария Якунчикова. — М.: Изобразительное искусство, 2005, ISBN 978-5-85200-416-1
- Графика А. П. Остроумовой-Лебедевой: гравюра и акварель. — М.: Искусство, 1984 (автор вступительной статьи и составитель)
- Живопись Зинаиды Серебряковой. — М.: Изобразительное искусство, 1989.
- Виктор Борисов-Мусатов. — М.: Белый город, 2000, ISBN 5-7793-0292-8
- Павел Кузнецов. — М.: Белый город, 2002, ISBN 5-7793-0419-X
- Николай Сапунов. — М.: Белый город, 2002, ISBN 5-7793-0479-3
- Сам себе Биргер. — М.: Новое литературное обозрение, 2009 (совместно с Борисом Шумяцким), ISBN 978-5-86793-702-7
- Василий Поленов. — М.: Арт-Родник, 2012, ISBN 978-5-404-00251-5
- Голубая роза. — М.: БуксМАрт, 2013, ISBN 978-5-906190-02-4
- О символизме, и не только… Избранные труды. — М.: Союз Дизайн, 2022.